# Rabé de las Calzadas
Rabé de las Calzadas è un comune spagnolo di 214 abitanti situato nella comunità autonoma di Castiglia e León.